# خورخه درکسلر
خورخه درکسلر (اسپانیایی: Jorge Drexler‎؛ زادهٔ ۲۱ سپتامبر ۱۹۶۴) متخصصِ گوش و حلق و بینی، موسیقی‌دان، خواننده، ترانه‌سرا و بازیگر یهودی‌تبار اهل اروگوئه است.
او در سال ۲۰۰۴ میلادی، بابت ساخت آهنگ برای ترانهٔ «در آنسوی رودخانه» در فیلم سینمایی خاطرات موتورسیکلت برندهٔ جایزه اسکار بهترین ترانه شد.